# Oxford (Carolina del Norte)
Oxford es una ciudad ubicada en el condado de Granville en el estado estadounidense de Carolina del Norte. Es sede del condado de Granville. La localidad en el año 2000, tenía una población de 8338 habitantes en una superficie de 11.6 km², con una densidad poblacional de 719 personas por km². Está situada al norte del estado, cerca de la frontera con Virginia.

## Geografía
Oxford se encuentra ubicada en las coordenadas 36°3′52″N 79°23′53″O / 36.06444, -79.39806. Según la Oficina del Censo, la localidad tiene un área total de 11,6 km² (4,5 mi²), de la cual 11,6 km² (4,5 mi²) es tierra y 0 km² (0 mi²) (0.0%) es agua.

### Localidades adyacentes
El siguiente diagrama muestra a las localidades en un radio de 20 kilómetros (12,4 mi) de Oxford.

## Demografía
En el 2000 la renta per cápita promedia del hogar era de $35.706, y el ingreso promedio para una familia era de $40.769. El ingreso per cápita para la localidad era de $17.865. En 2000 los hombres tenían un ingreso per cápita de $27.844 contra $22.163 para las mujeres. Alrededor del 14.90% de la población estaba bajo el umbral de pobreza nacional.